# Ferrocarril de Sóller
| Wappen der FS |                           |                                           |                                           |
| Streckenlänge: | 27 + 5 km                 |                                           |                                           |
| Spurweite: | 914 mm (engl. 3-Fuß-Spur) |                                           |                                           |
| Stromsystem: | 1200 / 600 V =            |                                           |                                           |
| |                           |                                           |                                           |
| \| \| 0,0 \| Palma FS \| Palma FS \| \| \| \| Ma-20 \| \| \| \| \| Son Sardina \| \| \| \| \| Metro de Palma \| \| \| \| \| Torrent de Bunyola \| \| \| \| \| Son Reus \| \| \| \| \| Sante Maria \| \| \| \| \| Caubet \| \| \| \| 10,0 \| Bunyola \| Bunyola \| \| \| \| Torrent de Bunyola \| \| \| \| \| Ma-11 \| \| \| \| \| Scheiteltunnel „Túnel Major“ (2876 m) \| \| \| \| \| \| \| \| \| \| \| \| \| \| \| \| \| \| \| \| Mirador del Pujol d’en Banya \| \| \| \| \| \| \| \| \| \| \| \| \| \| \| Viaducte de Monreals („Cinc Ponts“) \| \| \| \| \| Kehrtunnel „Cinc-cents“ (530 m) \| \| \| \| \| \| \| \| \| \| Torrent de ses Basses \| \| \| \| \| \| \| \| \| \| Can Tambor \| \| \| \| \| Ma-11 \| \| \| \| \| Torrent Major \| \| \| \| \| Verbindungsgleis durch Triebwagenschuppen \| \| \| \| 27,30,0 \| Sóller-Estació \| Sóller-Estació \| \| \| \| Mercat \| \| \| \| \| Can Guida \| \| \| \| \| Torrent Major \| \| \| \| \| Can Reus \| \| \| \| \| L’Horta \| \| \| \| \| Ma-11 \| \| \| \| \| Monument \| \| \| \| \| Can Llimó \| \| \| \| \| Can Ahir \| \| \| \| \| Roca Roja \| \| \| \| \| Es Control \| \| \| \| \| Sa Torre \| \| \| \| \| S’Esplendit \| \| \| \| \| Ses Palmeres \| \| \| \| \| S’Eden \| \| \| \| \| Can Generós \| \| \| \| 4,9 \| Port de Sóller – Marysol \| Port de Sóller – Marysol \| \| \| \| Sa Pagesa (ungenutzt) \| \| \| \| \| Hafen (Kaimauer) \| \| |                           |                                           |                                           |
| Kopfbahnhof Streckenanfang | 0,0                       | Palma FS                                  | Palma FS                                  |
| Strecke mit Straßenbrücke |                           | Ma-20                                     | Ma-20                                     |
| Bahnhof |                           | Son Sardina                               | Son Sardina                               |
| Kreuzung mit U-Bahn geradeaus unten |                           | Metro de Palma                            | Metro de Palma                            |
| Brücke über Wasserlauf |                           | Torrent de Bunyola                        | Torrent de Bunyola                        |
| Haltepunkt / Haltestelle |                           | Son Reus                                  | Son Reus                                  |
| Bahnhof |                           | Sante Maria                               | Sante Maria                               |
| Haltepunkt / Haltestelle |                           | Caubet                                    | Caubet                                    |
| Bahnhof | 10,0                      | Bunyola                                   | Bunyola                                   |
| Brücke über Wasserlauf |                           | Torrent de Bunyola                        | Torrent de Bunyola                        |
| Strecke mit Straßenbrücke |                           | Ma-11                                     | Ma-11                                     |
| Tunnel |                           | Scheiteltunnel „Túnel Major“ (2876 m)     | Scheiteltunnel „Túnel Major“ (2876 m)     |
| ehemaliger Haltepunkt / Haltestelle |                           |                                           |                                           |
| Tunnel |                           |                                           |                                           |
| Tunnel |                           |                                           |                                           |
| Bahnhof |                           | Mirador del Pujol d’en Banya              | Mirador del Pujol d’en Banya              |
| Tunnel |                           |                                           |                                           |
| Tunnel |                           |                                           |                                           |
| Brücke über Wasserlauf |                           | Viaducte de Monreals („Cinc Ponts“)       | Viaducte de Monreals („Cinc Ponts“)       |
| Tunnel |                           | Kehrtunnel „Cinc-cents“ (530 m)           | Kehrtunnel „Cinc-cents“ (530 m)           |
| Tunnel |                           |                                           |                                           |
| Brücke über Wasserlauf |                           | Torrent de ses Basses                     | Torrent de ses Basses                     |
| Tunnel |                           |                                           |                                           |
| Haltepunkt / Haltestelle |                           | Can Tambor                                | Can Tambor                                |
| Tunnel |                           | Ma-11                                     | Ma-11                                     |
| Brücke über Wasserlauf |                           | Torrent Major                             | Torrent Major                             |
| Abzweig geradeaus und nach links · U-Bahn-Strecke von rechts |                           | Verbindungsgleis durch Triebwagenschuppen | Verbindungsgleis durch Triebwagenschuppen |
| Kopfbahnhof Streckenende · U-Bahn-Bahnhof | 27,30,0                   | Sóller-Estació                            | Sóller-Estació                            |
| U-Bahn-Bahnhof |                           | Mercat                                    | Mercat                                    |
| U-Bahn-Bahnhof |                           | Can Guida                                 | Can Guida                                 |
| U-Bahn-Brücke über Wasserlauf |                           | Torrent Major                             | Torrent Major                             |
| U-Bahn-Bahnhof |                           | Can Reus                                  | Can Reus                                  |
| U-Bahn-Haltepunkt / Haltestelle |                           | L’Horta                                   | L’Horta                                   |
| U-Bahn-Bahnübergang |                           | Ma-11                                     | Ma-11                                     |
| U-Bahn-Haltepunkt / Haltestelle |                           | Monument                                  | Monument                                  |
| U-Bahn-Haltepunkt / Haltestelle |                           | Can Llimó                                 | Can Llimó                                 |
| U-Bahn-Haltepunkt / Haltestelle |                           | Can Ahir                                  | Can Ahir                                  |
| U-Bahn-Bahnhof |                           | Roca Roja                                 | Roca Roja                                 |
| U-Bahn-Bahnhof |                           | Es Control                                | Es Control                                |
| U-Bahn-Haltepunkt / Haltestelle |                           | Sa Torre                                  | Sa Torre                                  |
| ehemaliger U-Bahn-Haltepunkt / Haltestelle |                           | S’Esplendit                               | S’Esplendit                               |
| U-Bahn-Haltepunkt / Haltestelle |                           | Ses Palmeres                              | Ses Palmeres                              |
| ehemaliger U-Bahn-Haltepunkt / Haltestelle |                           | S’Eden                                    | S’Eden                                    |
| ehemaliger U-Bahn-Haltepunkt / Haltestelle |                           | Can Generós                               | Can Generós                               |
| U-Bahn-Bahnhof | 4,9                       | Port de Sóller – Marysol                  | Port de Sóller – Marysol                  |
| ehemaliger U-Bahn-Haltepunkt / Haltestelle Strecke ab hier außer Betrieb |                           | Sa Pagesa (ungenutzt)                     | Sa Pagesa (ungenutzt)                     |
| U-Bahn-Haltepunkt / Haltestelle Streckenende (Strecke außer Betrieb) |                           | Hafen (Kaimauer)                          | Hafen (Kaimauer)                          |

Die Ferrocarril de Sóller SA (FS) ist der Betreiber der am 14. April 1912 eröffneten Bahnstrecke Palma–Sóller und der Straßenbahnstrecke Sóller–Port de Sóller auf Mallorca.
Die FS wurde am 5. November 1905 als Privatbahn gegründet und es wurde ihr eine Konzession bis zum Jahre 2011 erteilt. Diese Konzession wurde im Jahr 2005 um 50 Jahre bis zum Jahr 2055 verlängert. Im Jahr 2002 betrug das Eigenkapital fünf Millionen Euro und die FS hatte 100 Mitarbeiter.

## Tren de Sóller

### Geschichte und Technik

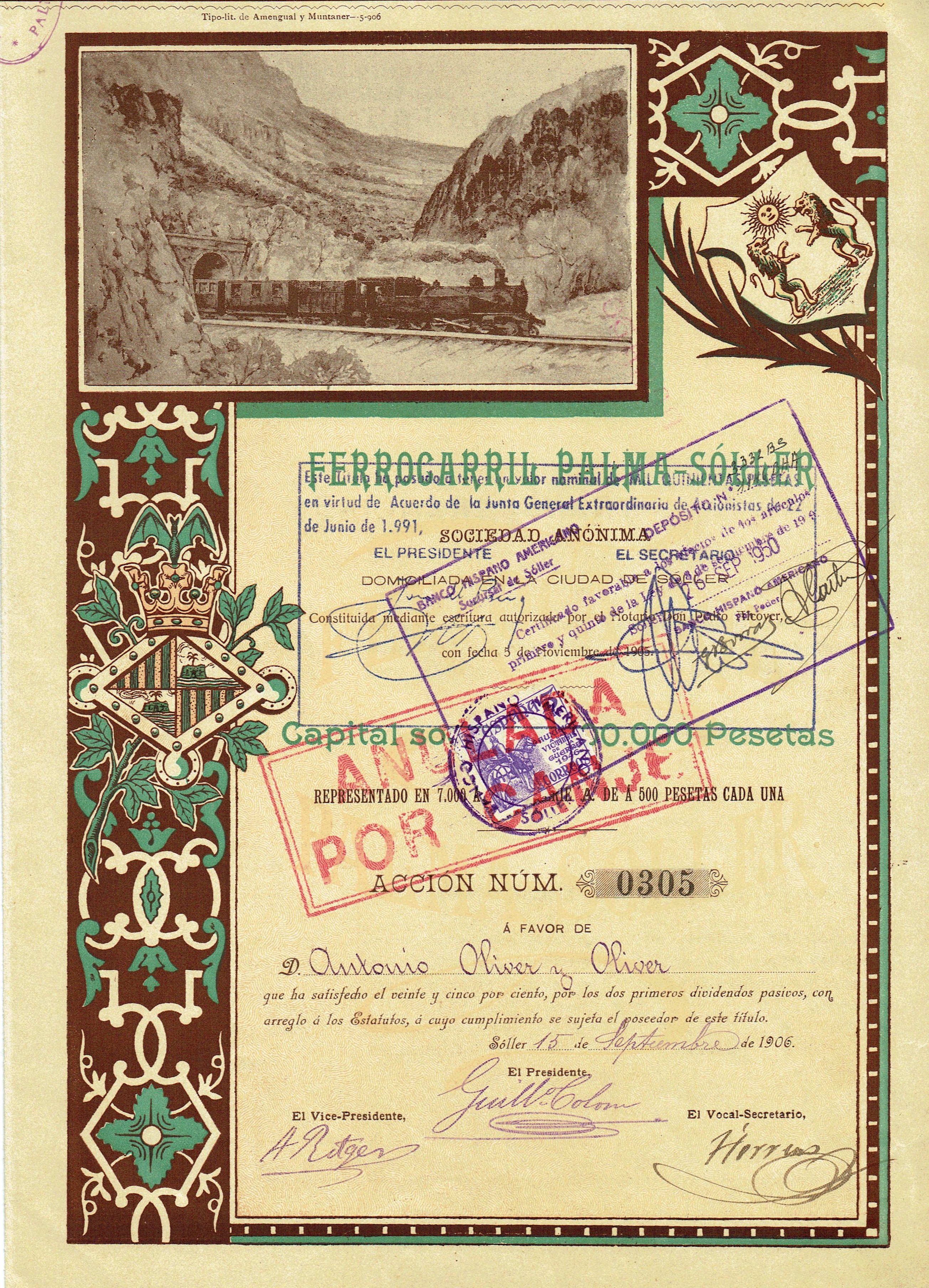
Gründeraktie der Ferrocarril Palma-Sóller vom 15. September 1906

Die Bahn wurde in der seinerzeit auf Mallorca üblichen Spurweite von drei englischen Fuß – das entspricht 914 mm – gebaut. In Palma bestand eine Gleisverbindung zum Netz der Ferrocarriles de Mallorca, bis deren Strecken in den 1970ern durch die FEVE auf Meterspur umgebaut wurden. Zur Elektrifizierung kam es 1927, nachdem sich viele Fahrgäste über die Rauchbelästigung in den Tunneln beschwert hatten. Die Firma Siemens-Schuckert führte die Elektrifizierung aus. Die Fernstrecke wird mit 1200 Volt Gleichspannung betrieben, dem doppelten Wert der Straßenbahnstrecke zum Hafen. Der Zusammenbau der holzverkleideten Triebwagen erfolgte direkt auf der Insel, die vorhandenen Wagen wurden angepasst und weiter genutzt. Die Triebwagen mit den Betriebsnummern 1 bis 4 sind mit neuer elektrischer Ausrüstung heute noch im Einsatz und werden in deutschsprachigen Touristenkreisen »Roter Blitz« genannt. Die Einheimischen verwenden diesen Begriff jedoch nicht. Die Dampflokomotiven wurden an die Ferrocarriles de Mallorca verkauft.
In der Anfangszeit wurde die Bahn hauptsächlich zum Transport landwirtschaftlicher Güter aus Sóller, vor allem Orangen, genutzt. Vorher war Sóller nur auf Karrenwegen über den 497 Meter Coll de Sóller oder auf dem Seeweg erreichbar.

### Streckenführung

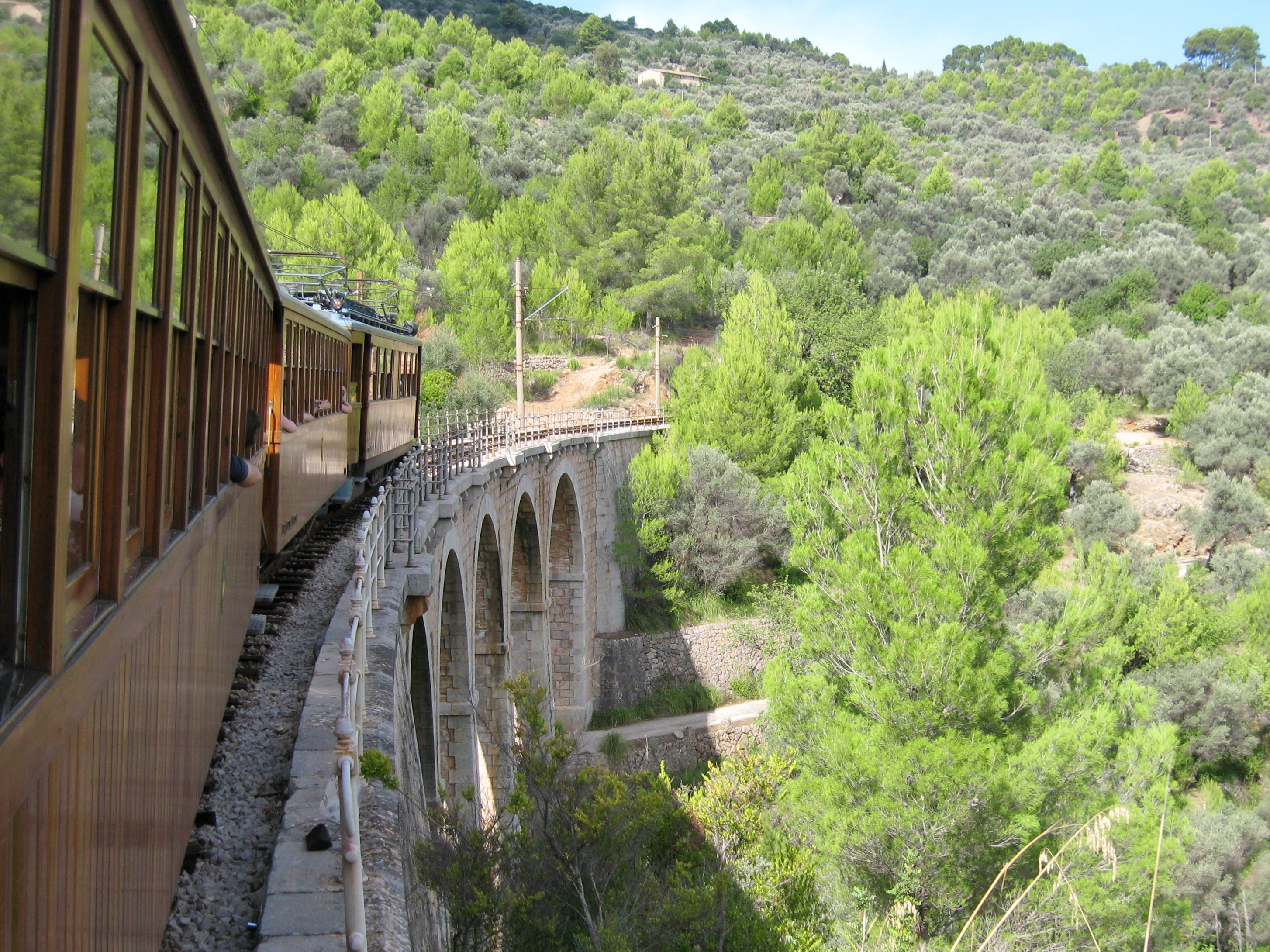
Viaducte de Monreals

Die Fernbahnstrecke von Palma nach Sóller hat eine Länge von etwa 27 Kilometern, für die Querung des Gebirgszuges Serra de Tramuntana mussten 13 Tunnel und der 52 Meter lange Viadukt Cinc Ponts, auch Viaducte de Monreals angelegt werden. Die Strecke beginnt in Palma an der Plaça d’Espanya in einem eigenen Bahnhof neben der carrer d’Eusebi Estada. Der danebenliegende Bahnhof an der Plaça Espanya, dessen Bahnanlagen 2007 in einen Tunnel verlegt wurden, gehört der Serveis Ferroviaris de Mallorca (SFM), die die Strecken nach Manacor und sa Pobla betreibt.
Vom Bahnhof führt die Strecke anfangs in nordöstlicher, dann nördlicher Richtung durch die Stadtviertel von Palma. Die ersten drei Kilometer bis zum Autobahnring verlaufen auf dem Mittelstreifen der Straßenzüge Carrer d’Eusebi Estada und Carrer de la Concòrdia; das Gleis verläuft teilweise auch, ähnlich einer Straßenbahn, direkt über die Fahrstreifen. Nach dem Autobahnring durchquert die Strecke ein Gewerbegebiet. Danach, schon in landwirtschaftlich genutztem Gelände, erreicht sie den Bahnhof Son Sardina, der vor allem für Zugkreuzungen genutzt wird. Hier besteht zusätzlich eine Umsteigemöglichkeit zu den Zügen der Linie M1 der Metro de Palma. Die Strecke schwenkt wieder in Richtung Nordost und steigt in noch weitgehend ebenem Gelände langsam an. Im Randbereich der Ebene Es Pla folgt nach dem Kreuzungsbauwerk der Metrostrecke zur Universität der Kreuzungsbahnhof Son Reus bei etwa 80 Höhenmetern.
Im folgenden Bahnhof Sa Coma/Santa María erreicht die Strecke eine Höhe von 120 Metern. Hier befindet sich ein Stützpunkt für die Oberbauunterhaltung mit einem Gleisdreieck ohne Oberleitung, auf dem Fahrzeuge gewendet werden können. Hinter diesem Bahnhof beginnen die Ausläufer der Serra de Tramuntana, die Strecke führt durch das Tal des Torrent de Bunyola nach Bunyola mit einem weiteren Kreuzungsbahnhof auf etwa 200 Metern. Von Bunyola aus wird das Tal bis zum Túnel Major, einem Scheiteltunnel, immer enger. Auf den etwa drei Kilometern von Bunyola bis zum Südportal des Scheiteltunnels überwindet die Strecke weitere 30 und damit insgesamt etwa 230 Höhenmeter in einem alpin anmutenden Gelände. Der Höhenunterschied von 180 Metern auf der nördlichen Rampe vom Ausgang des Scheiteltunnels bis nach Sóller wird in einer weiten Kehre und dem Kehrtunnel Cinc-cents ausgefahren.
Der höchste Punkt der Strecke liegt im 2876 Meter langen Scheiteltunnel, die einzige Betriebsstelle auf der Nordrampe ist der Kreuzungsbahnhof mit Aussichtspunkt Mirador del Pujol d’en Banya oberhalb von Sóller.
Noch Mitte der 1990er Jahre bestanden nur die Bahnhöfe Son Sardina, Bunyola und Mirador del Pujol d’en Banya. Letzterer wurde nur vom als tren turistico mit etwa dreifachem Fahrpreis vermarkteten Zug ab Palma um 10.40 Uhr bedient. Zu den fünf täglichen Zugpaaren kamen verhältnismäßig viele von Reiseveranstaltern bestellte Sonderzüge.
Der Fahrpreis für die Hin- und Rückfahrt über die Gesamtstrecke beträgt im Februar 2023 32,00 Euro.
Im Internet gibt es diverse Links von der Strecke Palma de Mallorca nach Sóller und zurück.

## Tramvia de Sóller

### Geschichte
Zeitgleich mit dem Bau der Bahn von Palma nach Sóller begann man mit dem Bau der fünf Kilometer langen, als Straßenbahn geplanten Verbindung von Sóller nach Port de Sóller. Die Straßenbahnstrecke war von Anfang an mit 600 Volt Gleichspannung (via Oberleitung) elektrifiziert. Sie verdankt ihre Existenz einem Gesetz über den Bau von Kleinbahnen in Spanien. Dieses besagte, dass eine Eisenbahnstrecke nur Subventionen bekam, wenn sie länger als 30 Kilometer war. Da die Streckenlänge von Palma nach Sóller nur 27 Kilometer betrug, entschloss man sich, die Straßenbahn offiziell als Verlängerung der eigentlichen Strecke mitzubauen, um so die Gesamtstrecke auf über 30 Kilometer zu bringen. Aus diesem Grund erhielt die Straßenbahnstrecke dieselben Oberbau- und Radsatzmaße wie die Fernbahnstrecke, wodurch Wagen bis zum Hafen von Sóller verkehren konnten.
Der Fahrpreis für die einfache Fahrt über die Gesamtstrecke beträgt 10,00 Euro bzw. 5,00 Euro für Kinder zwischen 3 und 6 Jahren (Juni 2025).
Im Mai 2005 stimmte die Regierung der Balearen einer Konzessionsverlängerung für die Bahngesellschaft bis zum Jahr 2060 zu. Innerhalb Palmas soll der Sóller-Zug als Straßenbahn verkehren. Ferrocarril de Sóller investiert in dieses Unternehmen 14 Millionen Euro.
Am 12. Mai 2009, gegen 13.55 Uhr, kollidierten zwei Straßenbahnzüge, einer aus dem Hafen kommend und einer aus Sóller, frontal auf der eingleisigen Strecke in der Nähe des als Cruce del Monumento bekannten Punktes, in der Nähe des Hafens. Aufgrund der reduzierten Geschwindigkeit, mit der die beiden Züge fuhren, wurden nur drei Personen leicht verletzt.

### Streckenführung

Streckenverlauf der Tramvia de Sóller

Die Tramvia de Sóller fährt vom Bahnhofsvorplatz von Sóller durch die Innenstadt und weiter durch Zitronenhaine bis direkt an die Hafenmole von Port de Sóller. Die Strecke ist eingleisig mit den Kreuzungsstellen Mercat an der Markthalle von Sóller, Can Guida, Roca Roja und Es Control. Der leichte Oberbau, die Trassierung und die Neigungsverhältnisse (der Höhenunterschied beträgt etwa 60 Meter) erlauben nur Geschwindigkeiten bis etwa 30 km/h, in den Straßen von Sóller und um die Bucht von Sóller liegt die Geschwindigkeit deutlich darunter. Die Haltestellen sind nicht besonders gekennzeichnet, abgesehen von den Bahnsteigkanten und Fahrplanaushängen verfügen sie über keine besondere Infrastruktur.

### Fahrzeuge
Alle Trieb- und Beiwagen sind Zweirichtungsfahrzeuge – allerdings mit Türen nur an einer Seite (die in Fahrtrichtung Hafen rechte Seite). Es existieren zwei Triebwagenbauarten: Die noch von der Eröffnung stammenden Triebwagen mit den niedrigen Betriebsnummern 1 bis 3 und die um das Jahr 2000 herum von der Straßenbahn Lissabon übernommene und an die örtlichen Verhältnisse angepasste Wagen mit den hohen Betriebsnummern 20 bis 24. Erstere sind auf den ersten Blick durch ein eher kantiges Äußeres mit Laternendach zu erkennen, letztere durch ein rundliches Äußeres mit Tonnendach. Zwischenzeitlich (Stand 2023) wurden alle fünf ex-Lissabonner Triebwagen dem Aussehen der Originaltriebwagen 1 bis 3 nahezu angepasst. Die von der Straßenbahn Bilbao nach deren Stilllegung 1964 übernommenen Wagen (der Triebwagen trug in Sóller die Betriebsnummer 4, der Beiwagen die 7) wurden um 2000 wieder dorthin zurückgegeben.
Gefahren wurde ursprünglich mit Lyrastromabnehmern, im Zug der Modernisierung in den 1990ern erhielten alle Triebwagen Scherenstromabnehmer. Auch wurden die Fahrzeuge mit einer Kleinspannunganlage nachgerüstet, welche z. B. für das Signalbeeinflussungssystem (Anfordern von Grünphasen für die Straßenbahn) nötig ist. Äußerlich erkennbare Folge sind die in die alten Lampengehäuse eingebauten Halogenscheinwerfer. Alle Fahrzeuge haben eine Druckluftbremse, die Triebwagen zudem eine elektrische Widerstandsbremse. Die Drucklufterzeugung erfolgte ursprünglich mit benzinbetriebenen Kompressoren, inzwischen rein elektrisch. Die Druckluftbremse wird dabei vor allem für das Abbremsen bis zum Stillstand benötigt, wenn die Wirkung der Widerstandsbremse nachlässt. Die Druckluft wird ferner für die Pfeifeinrichtung benötigt.
Die Ex-Lissabonner Triebwagen wurden bei der Anpassung an die Verhältnisse in Sóller mit einer Vielfachsteuerung ausgerüstet, damit ist eine Zugbildung Triebwagen–Beiwagen–Beiwagen–Triebwagen möglich. Dadurch hat man in den Sommermonaten eine höhere Beförderungskapazität und es erübrigt sich das Umsetzen der Triebwagen an den Endhaltestellen. Es gibt drei Beiwagenbauarten: Zweiachser aus der Zeit des Streckenbaues (Bw 5 und 6), von der Straßenbahn Palma übernommene Sommerwagen (Bw 8 bis 11) und deutlich neuere, in eigener Werkstatt auf Bodenrahmen von Eisenbahnwagen der FS aufgebaute Vierachser (Bw 1–7 und 12). Kurios: Die beiden Neubau-Beiwagen 5 und 6 tragen die gleichen Nummern wie die beiden originalen geschlossenen Beiwagen aus dem Jahr 1913. Letztere stammen aus der Erstausstattung und entsprechen in ihrer Wagenkastenform den Triebwagen 1 bis 3. Seit der Inbetriebnahme der Sommerwagen aus Palma (1952 bzw. 1957) wurden die geschlossenen Beiwagen nur bei ungünstiger Witterung, insbesondere bei Regen oder Kälte, eingesetzt.
Die Ferrocarril der Sòller beabsichtigt, von den vorhandenen sieben Triebwagen der stillgelegten Straßenbahn A Coruña bis zu fünf Stück zur Aufstockung des eigenen Wagenparks anzukaufen.

## Bildergalerie

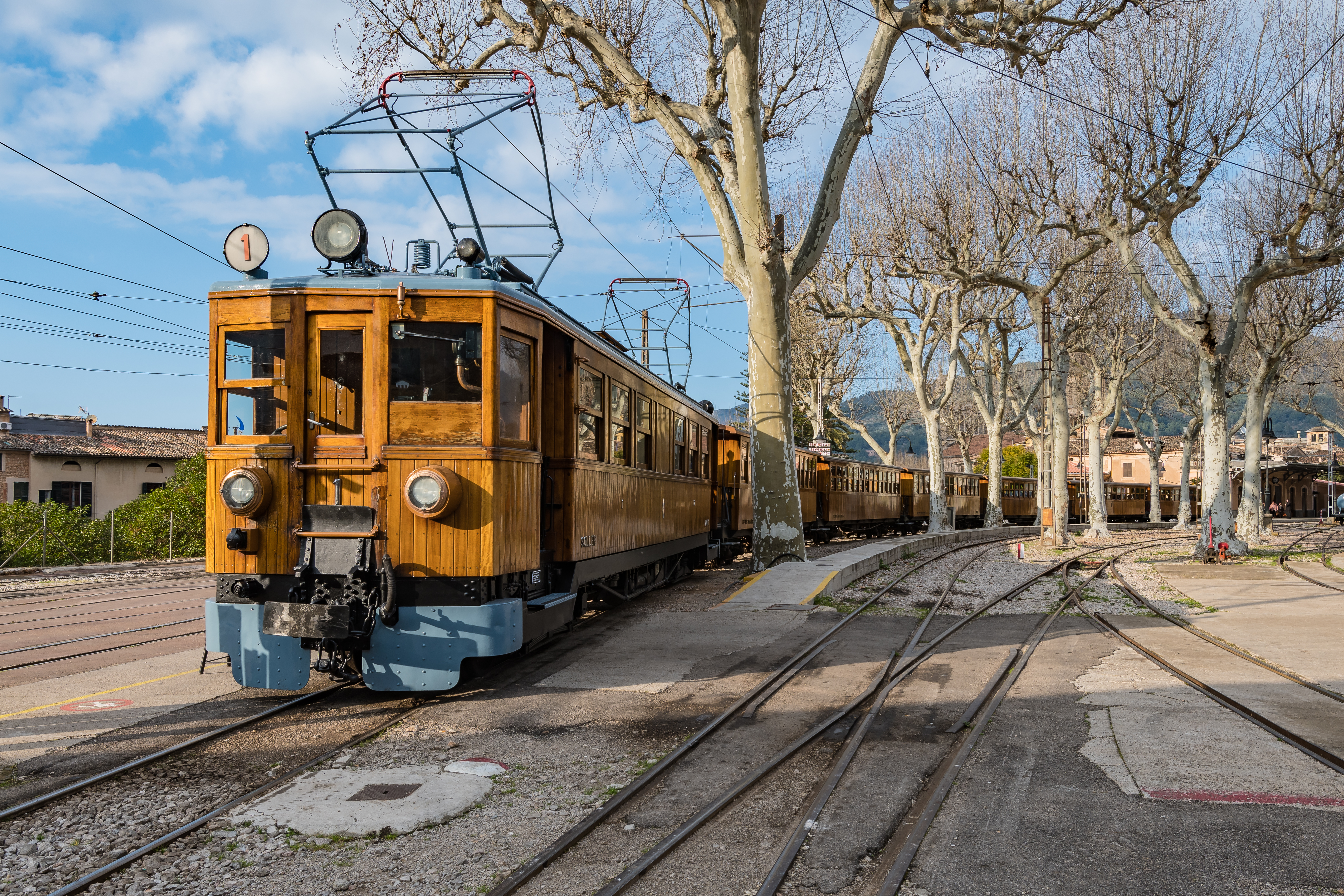
Abfahrbereiter Zug mit Triebwagen 1 im Bahnhof Sóller.
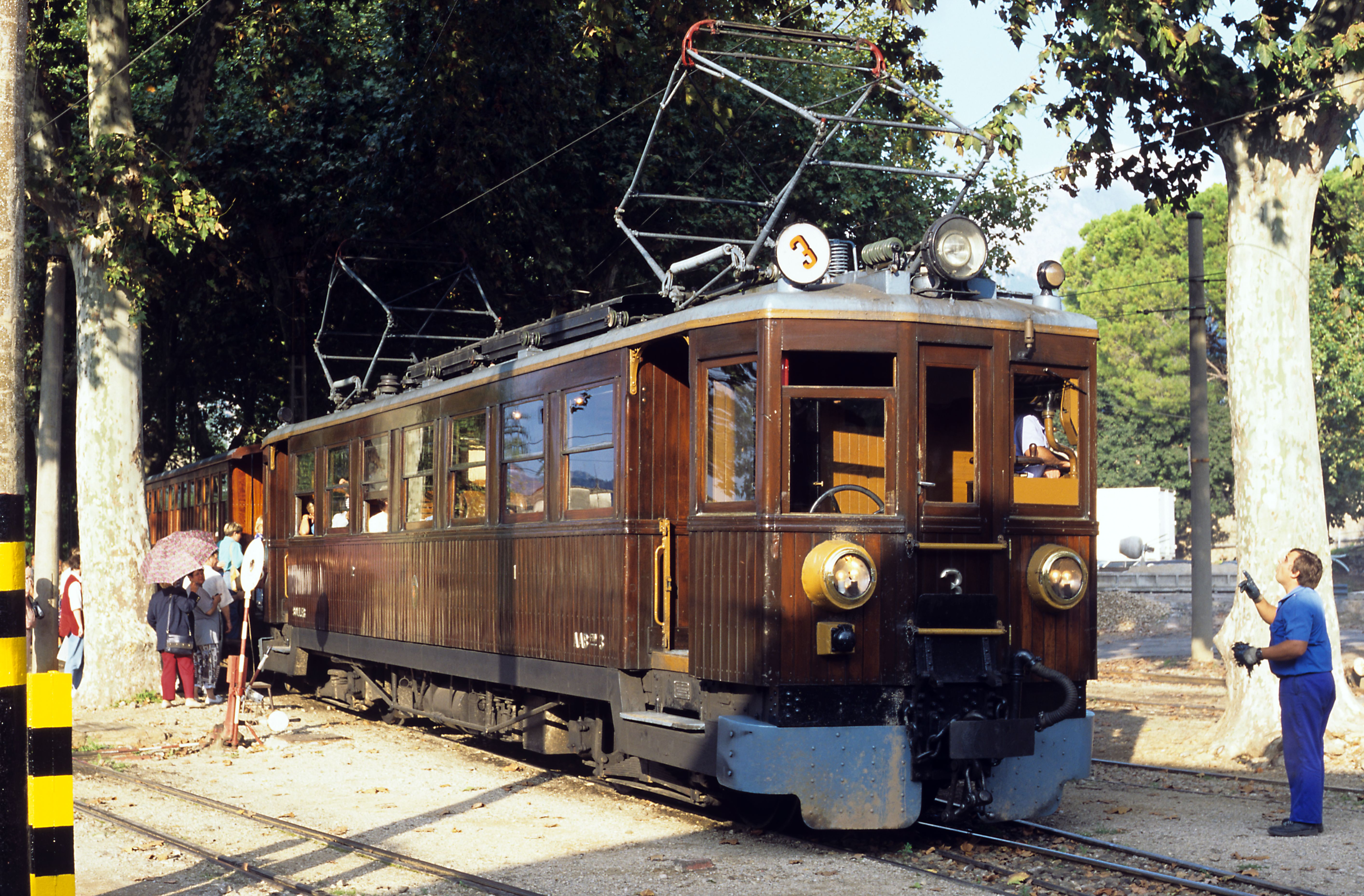
Bahnhof Sóller, Fernbahntriebwagen Nr. 3 in unmodernisiertem Zustand.
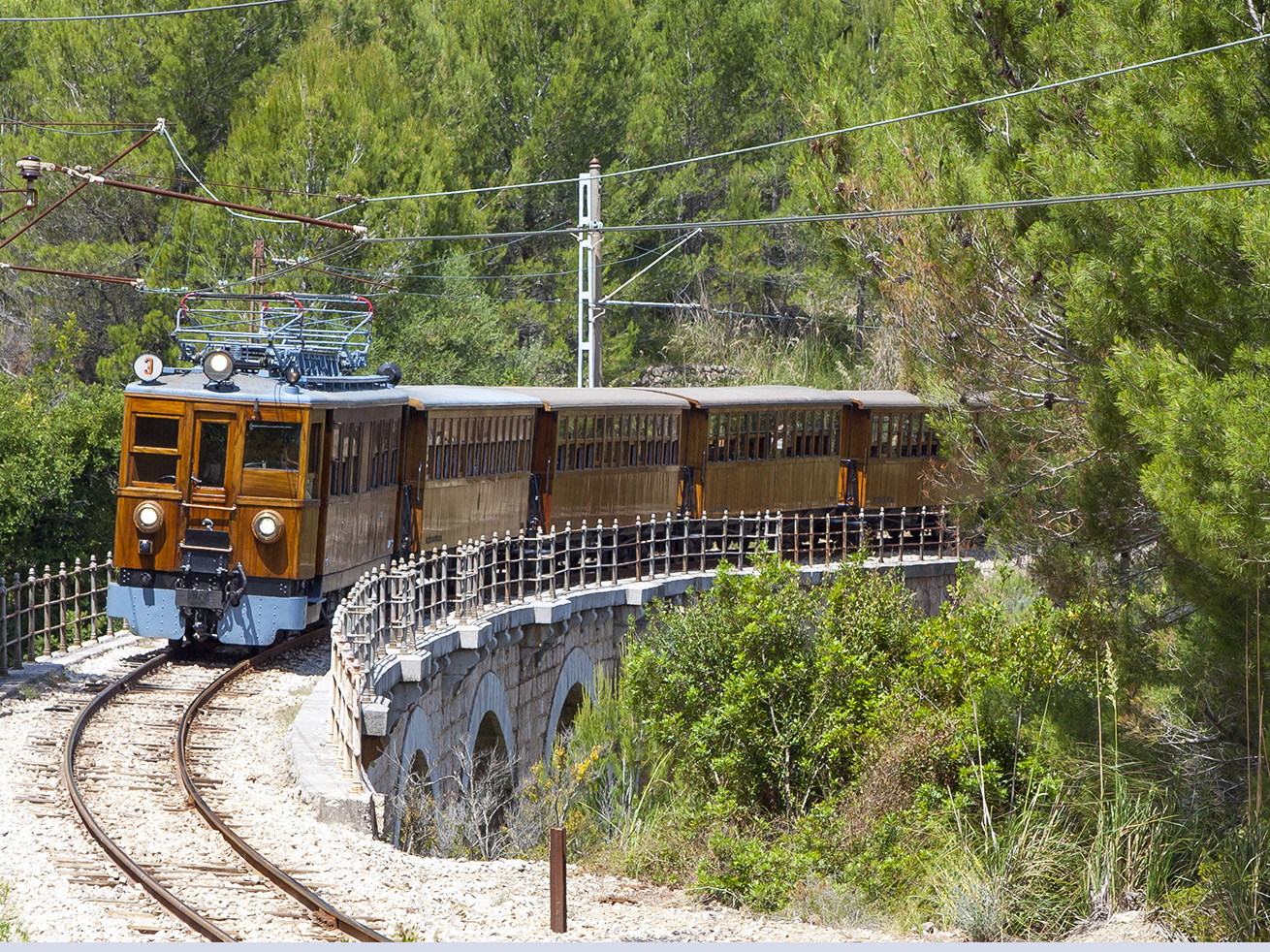
Zug auf der Strecke, zumeist wird mit sechs Reisezugwagen gefahren.
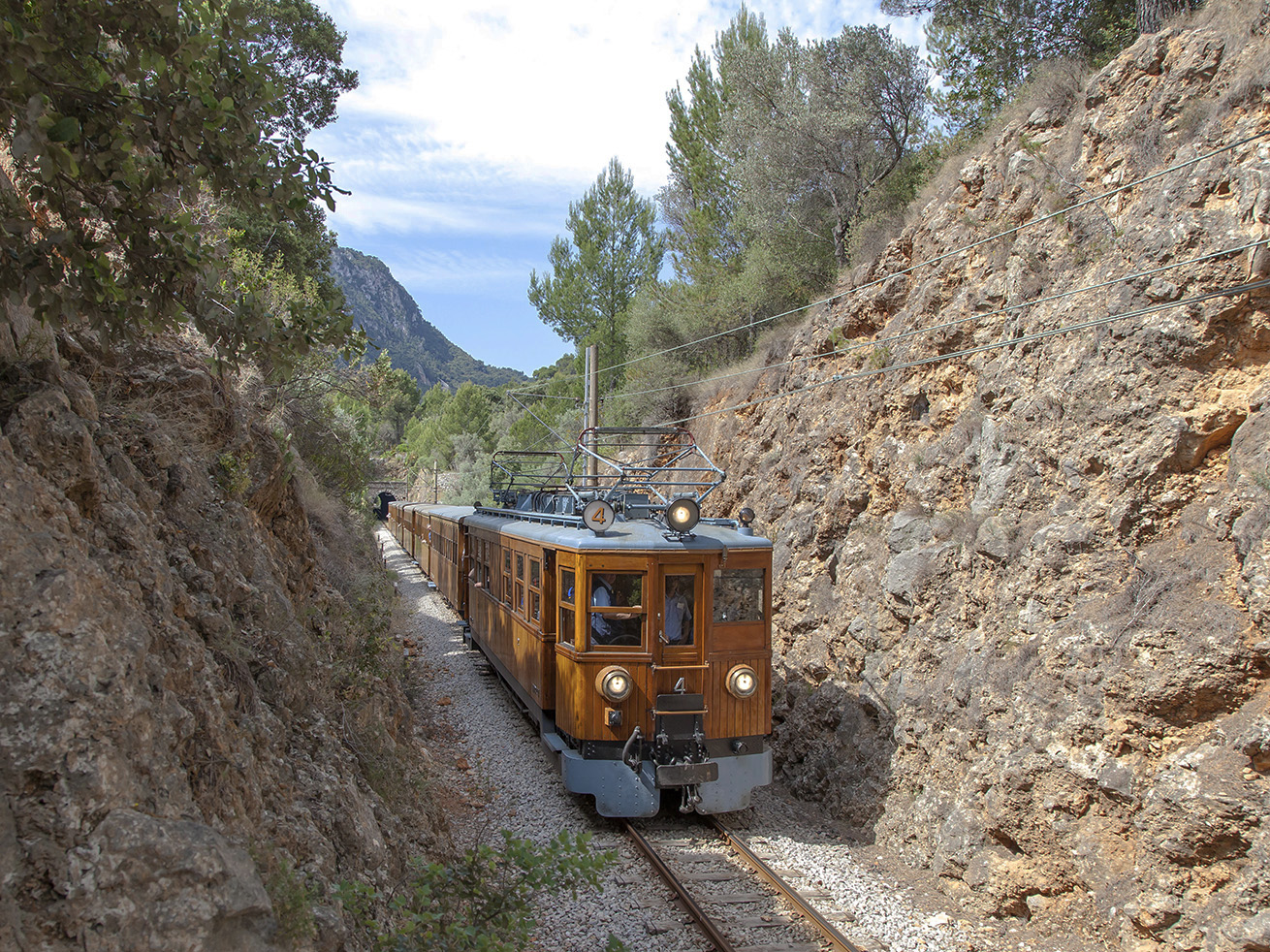
Im Gebirge zwischen Bunyola und Sóller.
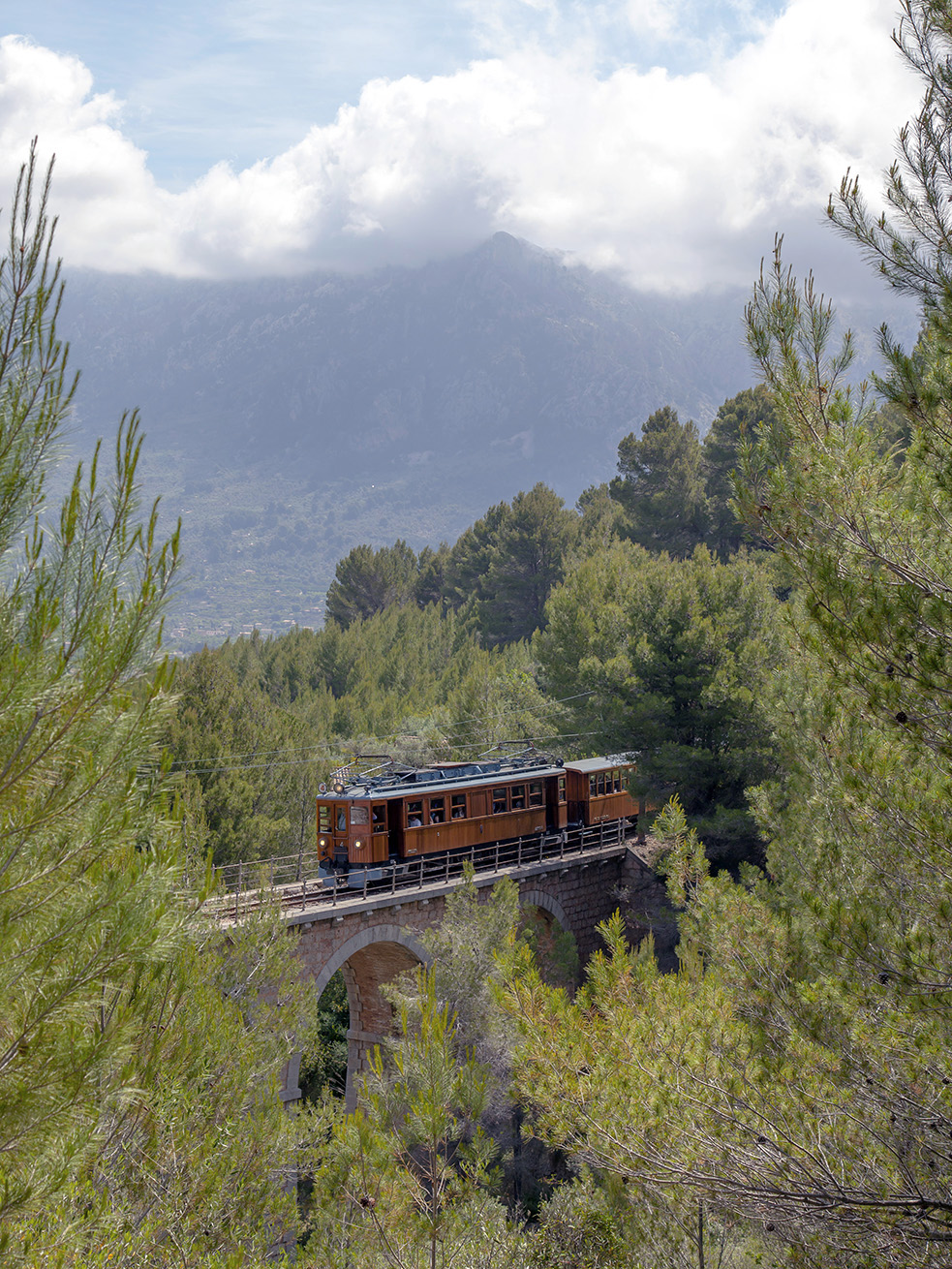
Auf einem der zahlreichen Viadukte in der Serra de Tramuntana.
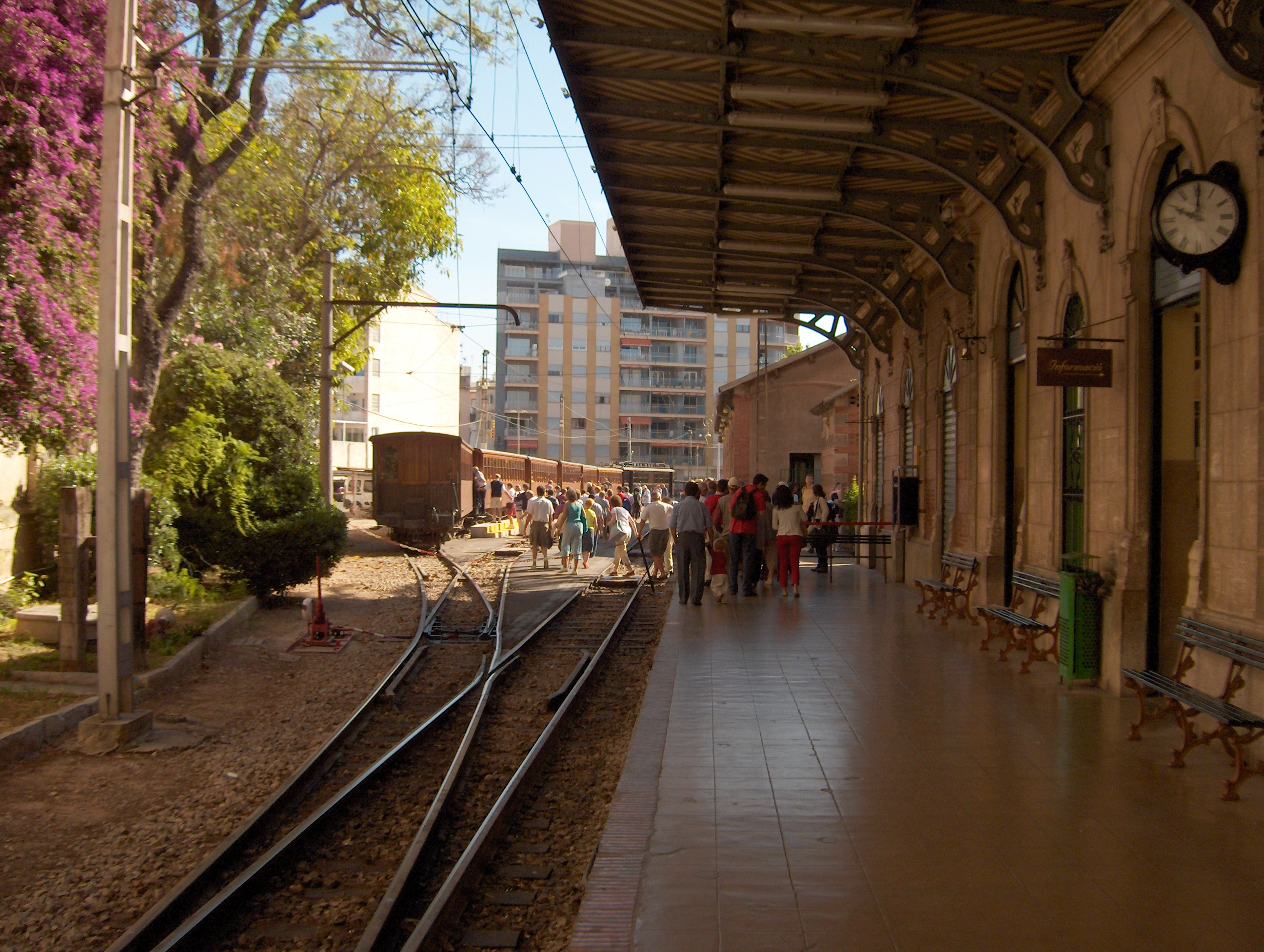
FS-Bahnhof in Palma de Mallorca (Plaça d’Espanya).
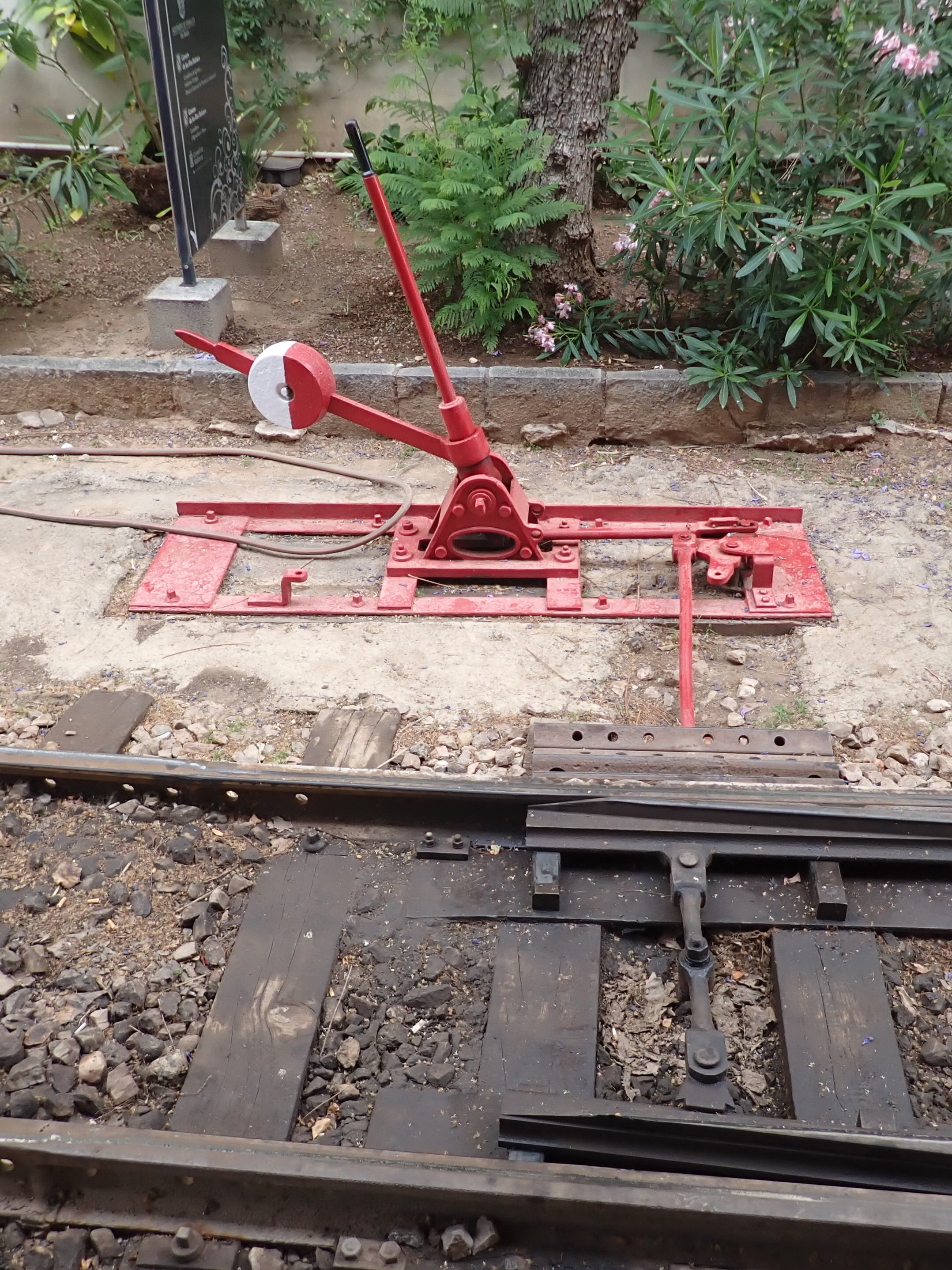
Handstelleinrichtung einer Weiche im Bahnhof Palma, Gleis nach Sóller
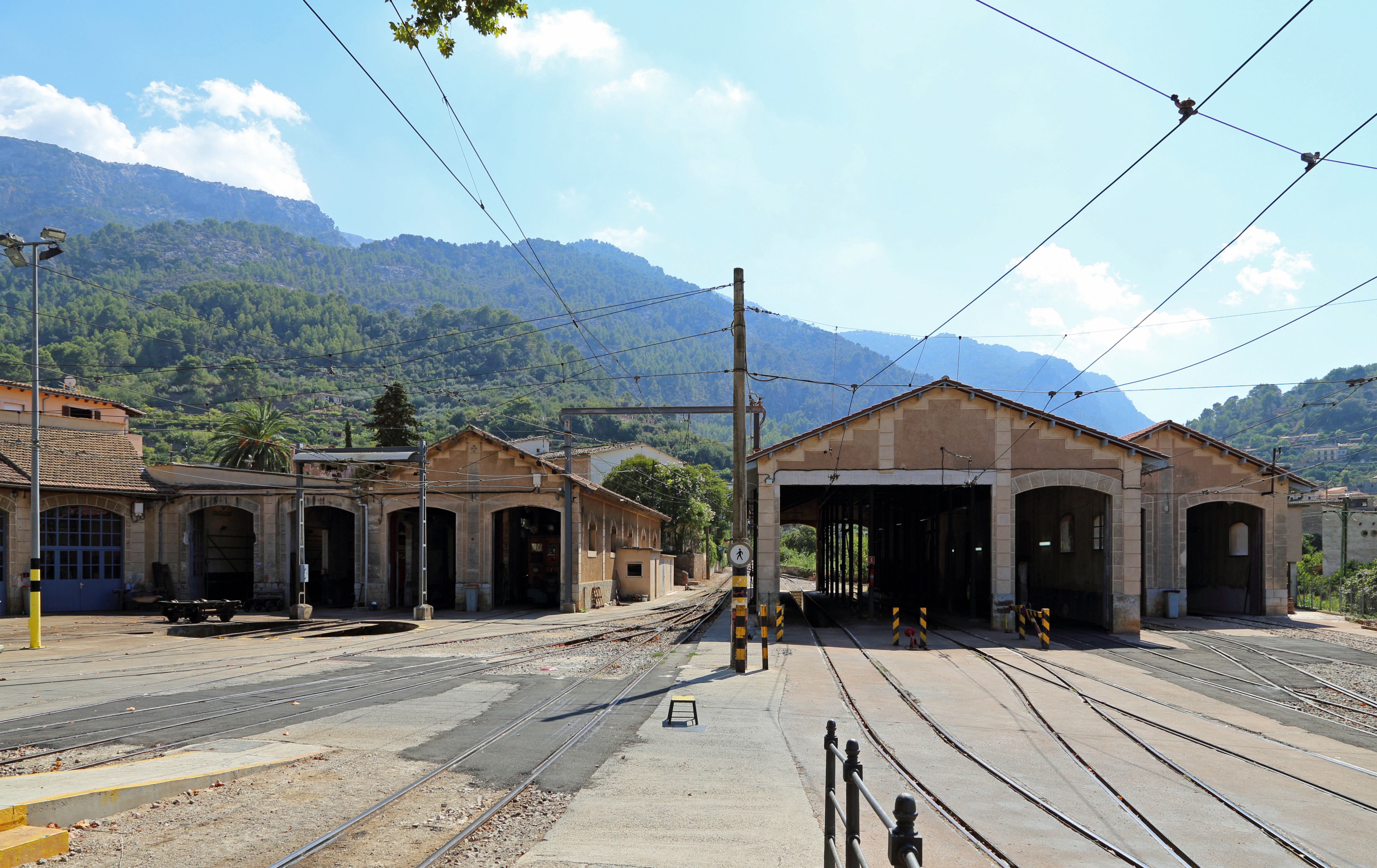
Depots von FS und Tranvia de Sóller.
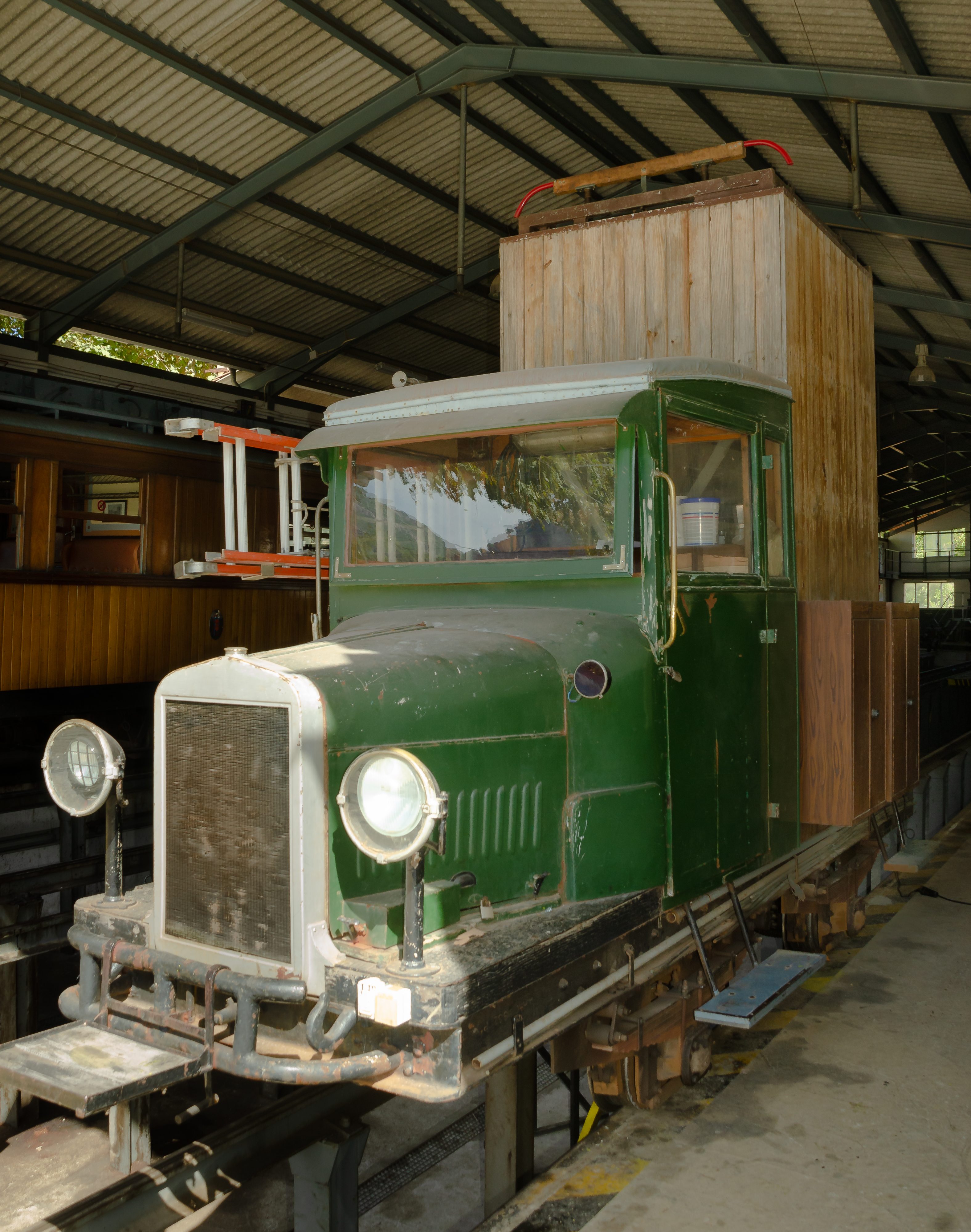
Wartungsfahrzeug
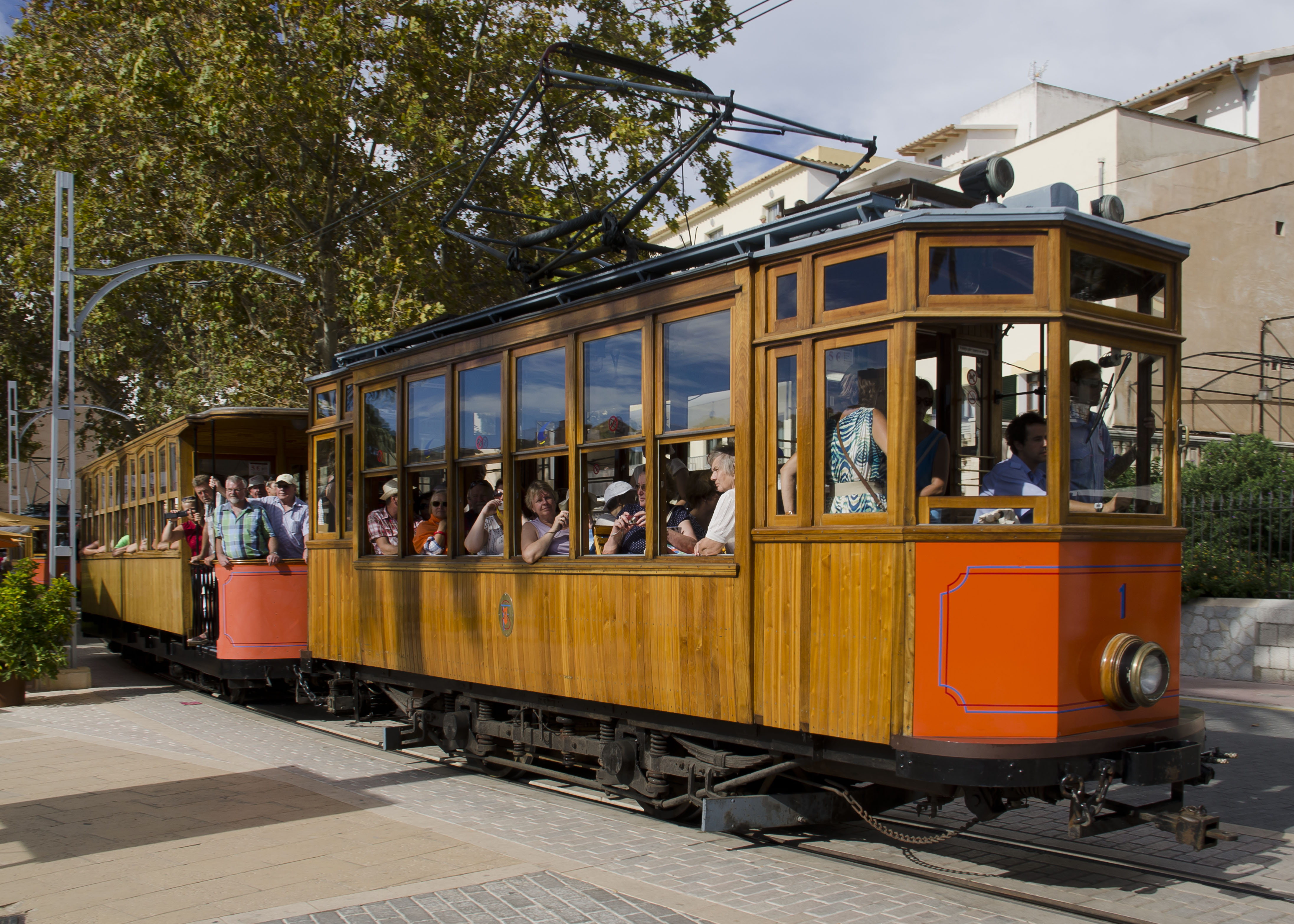
Straßenbahnzug mit Ursprungstriebwagen 1 in Port de Sóller.
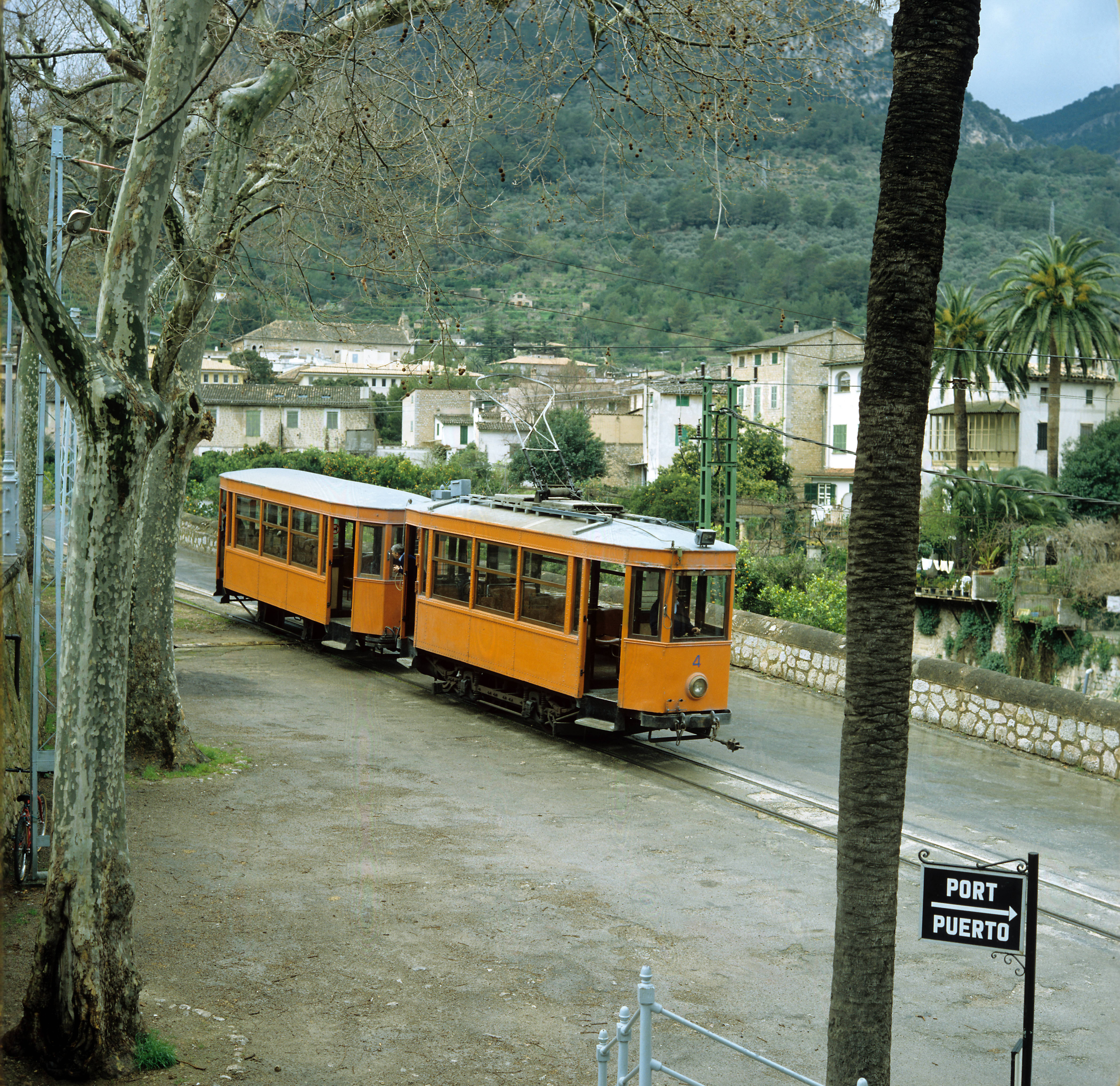
Beide Wagen aus Bilbao bei einem der seltenen gemeinsamen Einsätze
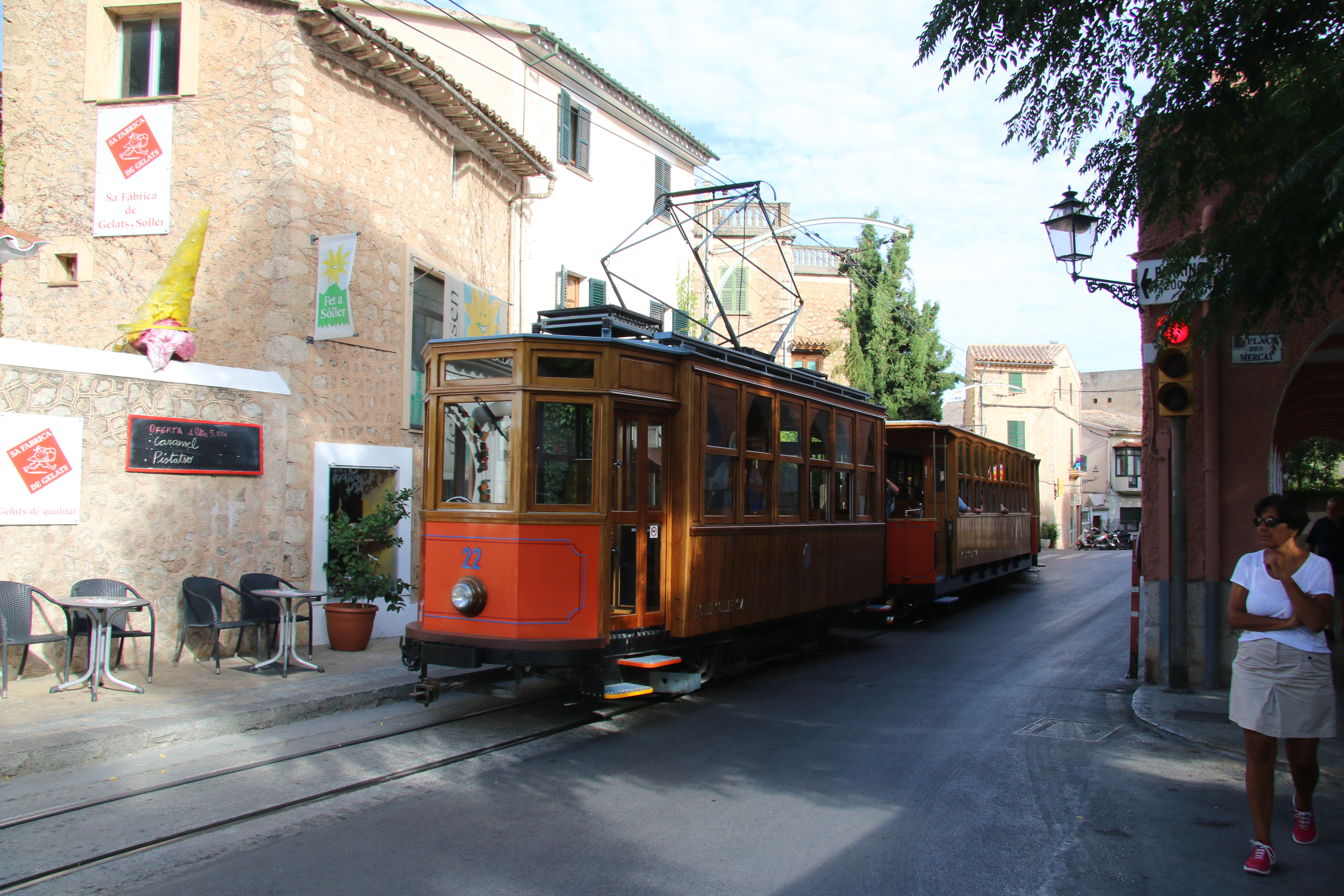
Umgebauter ex-Lissabonner Triebwagen 22 der Straßenbahn Sóller
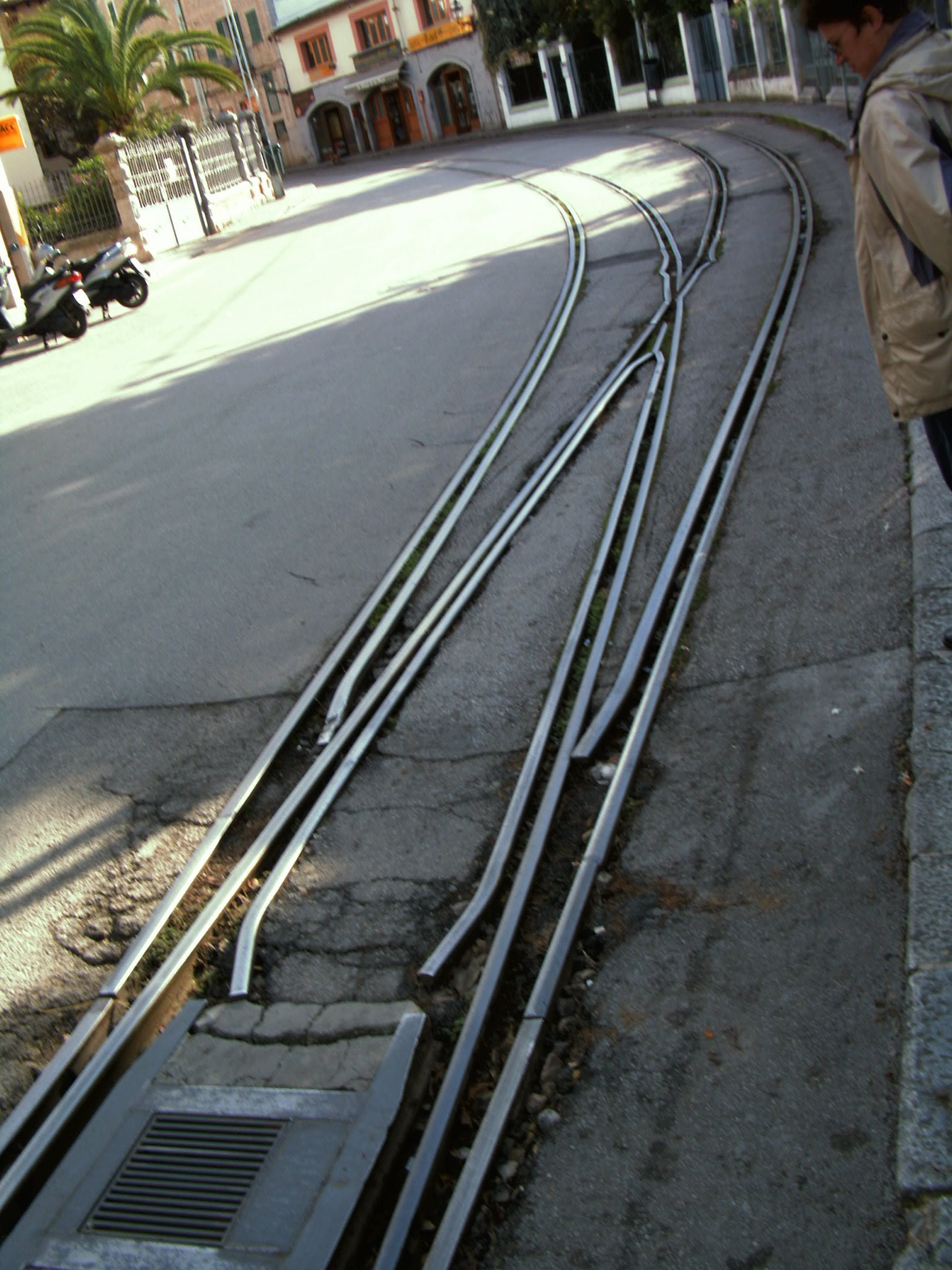
eingedeckte Weiche mit Beischienen in Sóller
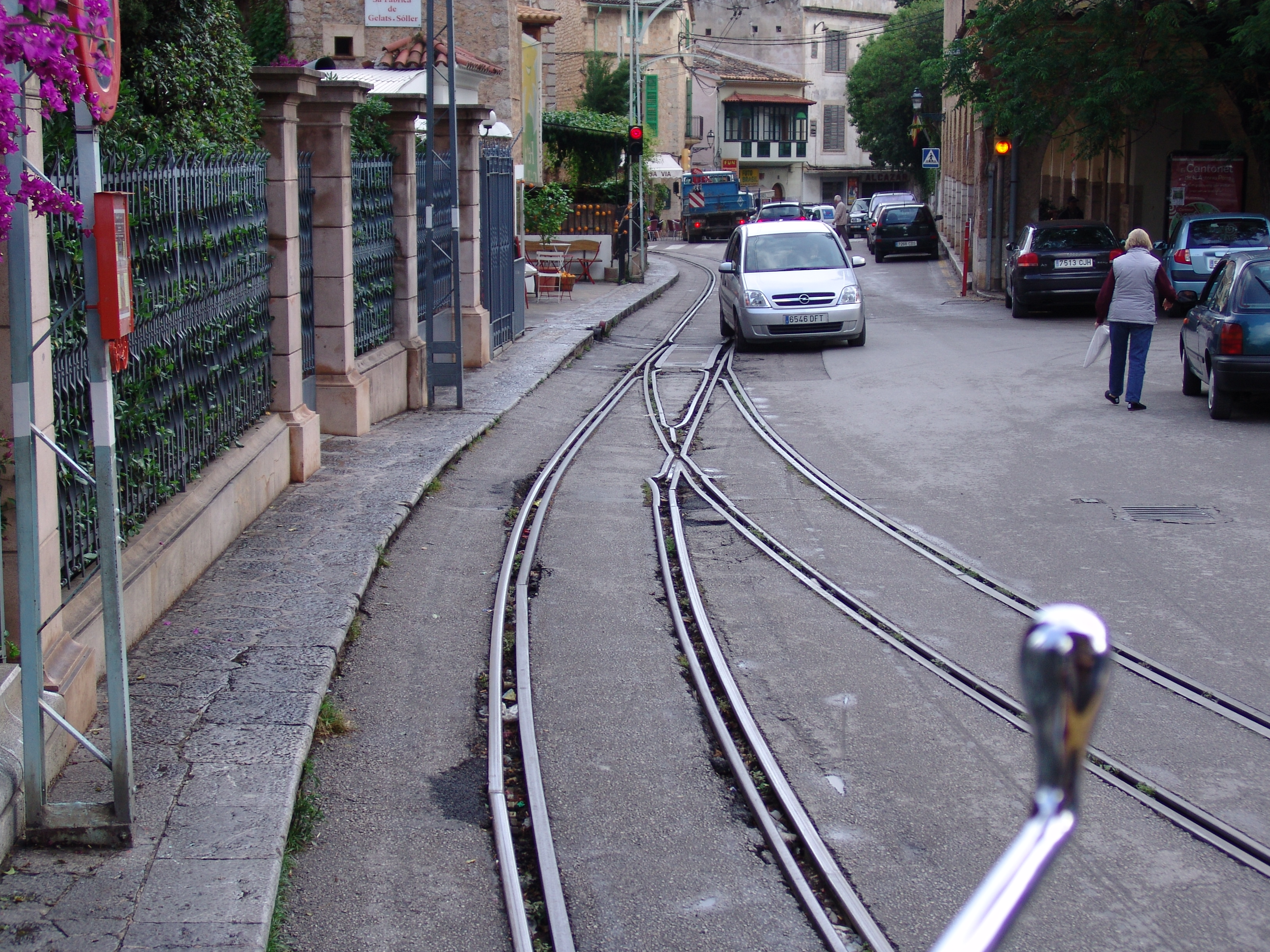
Schutzschienen